# Pinus armandii

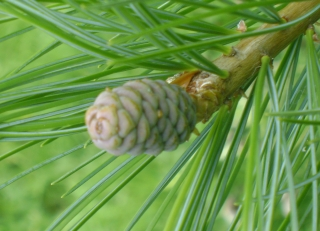
Pinya jove

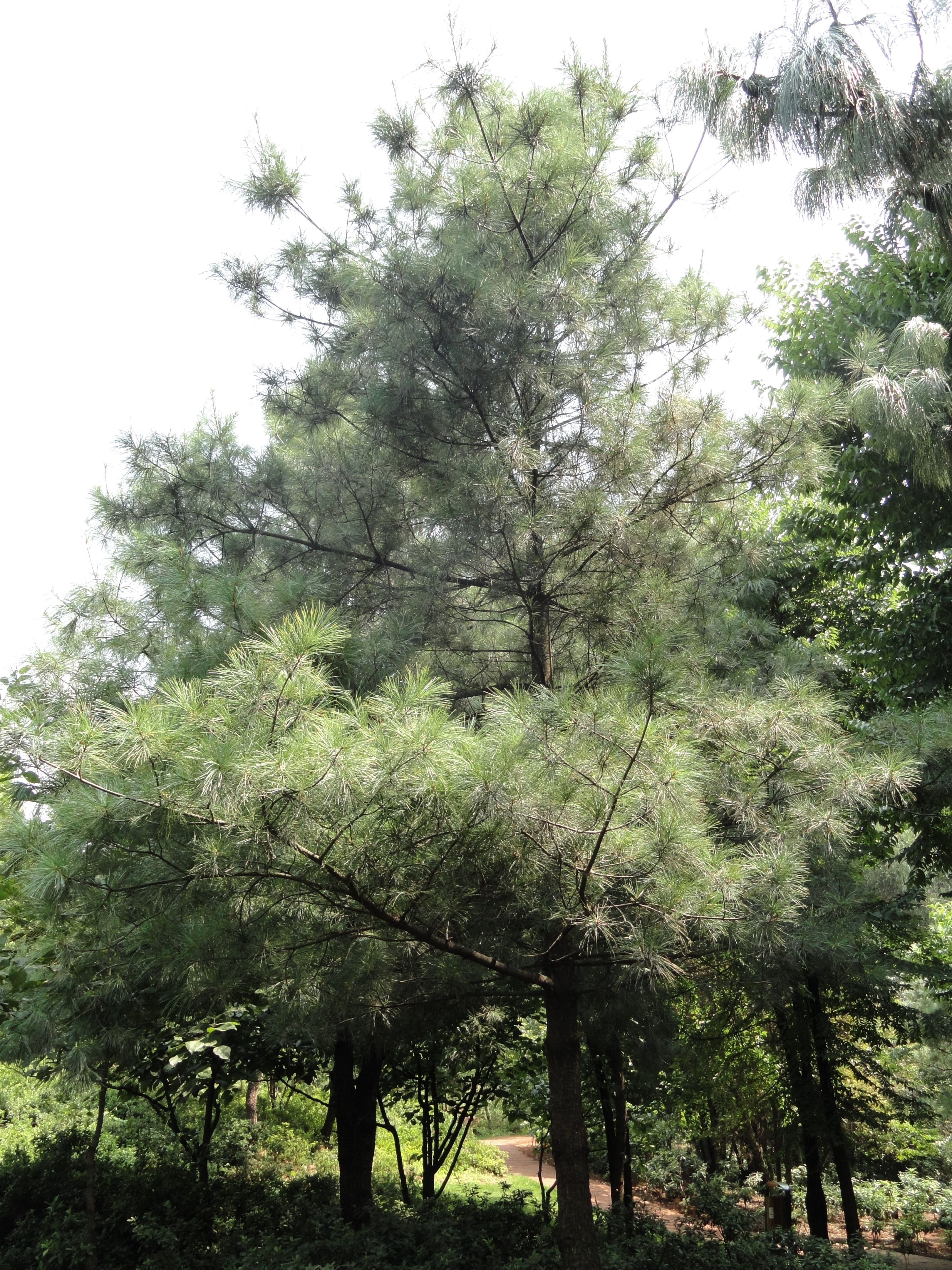

Pinus armandii és una espècie de conífera de la família Pinaceae nadiua de la Xina, present a Shanxi, Gansu i Yunnan, amb poblacions a Anhui. Creix a altituds de 2.200–3.000 m a Taiwan, i s'estén al nord de Myanmar.

## Característiques
És un arbre que fa fins 35 m d'alt. Les seves acícules estan disposades en fascicles de 5 fulles. Fan 8–20 cm de llargada. Les pinyes fan 9–22 cm de llargada i 6–8 cm d'amplada. Les llavors són grosses, comestibles, 10–16 mm de llargada.

## Varietats
En té tres:
- Pinus armandii var. armandii.
- Pinus armandii var. mastersiana - Taiwan.
- Pinus armandii var. dabeshanensis.[5]